# (9920) 1981 EZ10
(9920) 1981 EZ10 là một tiểu hành tinh vành đai chính. Nó quay quanh Mặt Trời mỗi 4.65 năm. Nó thuộc nhóm Hoffmeister.
Được phát hiện ngày 1 tháng 3 năm 1981 bởi Schelte Bus ở Đài thiên văn Siding Spring, tên chỉ định của nó là "1981 EZ10".